# Randor Guy
Randor Guy, pseudonimo di Madabhushi Rangadorai (Nellore, 8 novembre 1937 – Chennai, 23 aprile 2023), è stato un saggista, giornalista, avvocato e storico indiano.
Soprattutto è affiliato al periodico in lingua inglese The Hindu. È anche l'editore ufficiale della rubrica settimanale "Blast from the Past" che compare su The Hindu.

## Biografia

### Primi anni
Il nome originale di Randor Guy era Rangadorai, ma il suo pseudonimo in seguito divenne ufficiale. Si laureò come BSc e B. L. all'Università di Madras e avviò la sua carriera come avvocato. Dopo aver esercitato la professione per un breve periodo, lasciò il lavoro ed entrò in uno studio chiamato Paterson and Co. dove stette per cinque anni. Nel 1976 si dimise per dedicare tutto il suo tempo alla scrittura.

### Storia del cinema
Guy scrive libri di storia e film dal 1967. Divenne popolare quando il suo articolo su Frank Capra venne acquistato dall'Agenzia per l'informazione degli Stati Uniti per essere utilizzato come opera di riferimento. Al 2008, rimaneva l'unico non americano il cui lavoro venne acquisito come materiale di riferimento dal governo degli Stati Uniti d'America.
Guy è un editorialista regolare per giornali come Mylapore Times, The Hindu e The Indian Express. Scrive anche per la rivista cinematografica Screen su una varietà di argomenti, sebbene sia principalmente popolare come storico e critico cinematografico.

## Opere

### Finzione
- While the Breakers Roared, 1967.
- Chaya, 1980. (in lingua telugu)
- Kasi, 1981. (in lingua telugu)
- Chitale
- Monsoon, 1997.(trasposizione romanzata di un film hollywoodiano girato in India)

### Saggi
- Indian Ribaldry, C. E. Tuttle Co, 1970, ISBN 0-8048-0906-2.
- Murder for Pleasure, 1972.[11]
- Madhuri Oru Madhiri, 1982. (in lingua tamil)
- B.N. Reddi: a monograph, National Film Archive of India, 1985, ISBN 81-201-0003-4.
- A History of Tamil Cinema, 1991.
- Starlight, Starbright: The Early Tamil Cinema, Amra Publishers, 1997.